# Сарачевич, Златко
Златан «Златко» Сарачевич (хорв. Zlatan «Zlatko» Saračević; 5 июля 1961, Баня-Лука — 21 февраля 2021, Копривница) — хорватский гандболист, чемпион Олимпийских игр 1996 года в составе сборной Хорватии, бронзовый призёр Олимпийских игр 1986 года в составе сборной Югославии. Чемпион мира 1986 года в составе сборной Югославии. Выступал в клубах «Загреб», «Фотекс Веспрем» (Венгрия) и «Риека».
В 1992 и 1993 годах выигрывал в составе Загреба Кубок европейских чемпионов.
В 1996 году вместе со всей сборной удостаивался высшей спортивной награды Хорватии — государственной награды имени Франьо Бучара.
Скончался 21 февраля 2021 года.